# Asociación de Comités Olímpicos Nacionales de África
La Asociación de Comités Olímpicos Nacionales de África (en inglés, Association of National Olympic Committees of Africa, ANOCA) es una organización internacional no gubernamental que está constituida por los Comités olímpicos nacionales de África reconocidos oficialmente por el Comité Olímpico Internacional (COI). Su principal objetivo es la propagación y difusión de los principios olímpicos en África. Es una de las cinco organizaciones continentales de la Asociación de Comités Olímpicos Nacionales.
Tiene su sede en Abuya (Nigeria) y cuenta en 2015 con la afiliación de 54 comités olímpicos nacionales. El presidente en funciones es Mustafa Berraf , de Argelia.

## Eventos
Entre los eventos competitivos más importantes que la OCA organiza regularmente se encuentran:
- Juegos Panafricanos
- Juegos Panafricanos de la Juventud
- Juegos Africanos de Playa

## Organización
La estructura jerárquica de la organización está conformada por el presidente, el secretario General y los vicepresidentes, el Congreso (efectuado cada dos años), el Cuerpo Ejecutivo y los Comités Técnicos.

### Presidentes
| N.º | Periodo     | Nombre                | País                |
| --- | ----------- | --------------------- | ------------------- |
| 1   | 1979 – 1981 | Abraham Ordia         | Nigeria             |
| 2   | 1981 – 1989 | Anani Matthia         | Togo                |
| 3   | 1989 – 1999 | Jean-Claude Ganga     | República del Congo |
| 4   | 1999 – 2001 | Francis Nyangweso     | Uganda              |
| 5   | 2001 – 2005 | Alpha Ibrahima Diallo | Guinea              |
| 6   | 2005 – 2018 | Lassana Palenfo       | Costa de Marfil     |
| 7   | 2018 –      | Mustafa Berraf        | Argelia             |

### Estados miembros
En 2015 la ANOCA cuenta con la afiliación de 54 comités olímpicos nacionales de África.
| N.º | País                            | Código |
| --- | ------------------------------- | ------ |
| 1   | Argelia                         | ALG    |
| 2   | Angola                          | ANG    |
| 3   | Benín                           | BEN    |
| 4   | Botsuana                        | BOT    |
| 5   | Burkina Faso                    | BUR    |
| 6   | Burundi                         | BDI    |
| 7   | Cabo Verde                      | CPV    |
| 8   | Camerún                         | CMR    |
| 9   | República Centroafricana        | CAF    |
| 10  | Chad                            | CHA    |
| 11  | Comoras                         | COM    |
| 12  | República del Congo             | CGO    |
| 13  | República Democrática del Congo | COD    |
| 14  | Costa de Marfil                 | CIV    |
| 15  | Egipto                          | EGY    |
| 16  | Eritrea                         | ERI    |
| 17  | Etiopía                         | ETH    |
| 18  | Gabón                           | GAB    |
| 19  | Gambia                          | GAM    |
| 20  | Ghana                           | GHA    |
| 21  | Guinea                          | GUI    |
| 22  | Guinea-Bisáu                    | GBS    |
| 23  | Guinea Ecuatorial               | GEQ    |
| 24  | Kenia                           | KEN    |
| 25  | Lesoto                          | LES    |
| 26  | Liberia                         | LBR    |
| 27  | Libia                           | LBA    |
| 28  | Madagascar                      | MAD    |
| 29  | Malaui                          | MAW    |
| 30  | Mali                            | MLI    |
| 31  | Marruecos                       | MAR    |
| 32  | Mauricio                        | MRI    |
| 33  | Mauritania                      | MTN    |
| 34  | Mozambique                      | MOZ    |
| 35  | Namibia                         | NAM    |
| 36  | Níger                           | NIG    |
| 37  | Nigeria                         | NGR    |
| 38  | Ruanda                          | RWA    |
| 39  | Santo Tomé y Príncipe           | STP    |
| 40  | Senegal                         | SEN    |
| 41  | Seychelles                      | SEY    |
| 42  | Sierra Leona                    | SLE    |
| 43  | Somalia                         | SOM    |
| 44  | Suazilandia                     | SWZ    |
| 45  | Sudáfrica                       | RSA    |
| 46  | Sudán                           | SUD    |
| 47  | Sudán del Sur                   | SSD    |
| 48  | Tanzania                        | TAN    |
| 49  | Togo                            | TOG    |
| 50  | Túnez                           | TUN    |
| 51  | Uganda                          | UGA    |
| 52  | Yibuti                          | DJI    |
| 53  | Zambia                          | ZAM    |
| 54  | Zimbabue                        | ZIM    |